# Gmina Nova Varoš
Gmina Nova Varoš (serb. Opština Nova Varoš / Општина Нова Варош) – gmina w Serbii, w okręgu zlatiborskim. W 2018 roku liczyła 14 595 mieszkańców.
Spis powszechny 2022:
- Serbowie 88%
- Bośniacy 5%
- Muzułmanie 2%
- inni 5%